# Stypommisa
Stypommisa är ett släkte av tvåvingar. Stypommisa ingår i familjen bromsar.

## Dottertaxa tillStypommisa, i alfabetisk ordning[1]
- Stypommisa abdominalis
- Stypommisa affinus
- Stypommisa anoriensis
- Stypommisa antennina
- Stypommisa apaches
- Stypommisa apicalis
- Stypommisa aripuana
- Stypommisa bipuncta
- Stypommisa bolviensis
- Stypommisa callicera
- Stypommisa captiroptera
- Stypommisa changena
- Stypommisa ferruginosa
- Stypommisa flavescens
- Stypommisa fulviventris
- Stypommisa furva
- Stypommisa glandicolor
- Stypommisa hypographa
- Stypommisa jaculator
- Stypommisa kroeberi
- Stypommisa lerida
- Stypommisa maruccii
- Stypommisa modica
- Stypommisa paraguayensis
- Stypommisa pequeniensis
- Stypommisa punctipennis
- Stypommisa ramosi
- Stypommisa rubrithorax
- Stypommisa scythropa
- Stypommisa serena
- Stypommisa spilota
- Stypommisa tantula
- Stypommisa u-nigrum
- Stypommisa venosa
- Stypommisa vidali
- Stypommisa xanthicornis